# Zidanta II
Zidanta II était un roi Hittite du milieu du XVe siècle av. J.-C.